# Hitra cesta H5
Hitra cesta H5 je štiripasovna povezava med mednarodnim mejnim prehodom Škofije na meji z Italijo in mednarodnim mejnim prehodom Dragonja na meji s Hrvaško. Trenutno je cesta zgrajena med Škofijami in Koprom, pri čemer se v razcepu Sermin križa z avtocesto A1 Šentilj–Sermin. Od Kopra dalje je hitra cesta v fazi izdelave državnega prostorskega načrta in iskanja variant poteka do Dragonje, kjer se bo navezala na hrvaško avtocesto A9 (Istrski ipsilon).

## Zgodovina
Gradnja hitre ceste H5, imenovane tudi obalna cesta, se je začela leta 1975 z izgradnjo "Ankaranskega križišča", to je razcepa štirih krakov glavnih in regionalne ceste. Leta 1979 je bil zgrajen izvennivojski priključek Koper (Slavček)- danes Koper-center kot navezava ceste proti Pulju. V letih 1989 do 1992 pa je bil zgrajen še 6,4 km dolg odsek štiripasovnice med Ankaranskim križiščem in Koprom z odsekom do Semedele (v letu 2010 postane del H6). Leta 2004 je bilo v sklopu izgradnje avtoceste A1 zgrajen razcep imenovan Sermin, Ankaransko križišče pa rekonstruirano v krožišče v katerem se srečujejo regionalne ceste v smereh Ankaran, Črni Kal, Bertoki. Istočasno je bil zgrajen tudi del hitre ceste H5 do priključka Škofije, kjer se naveže na regionalno cesto proti Ankaranu in naprej do mednarodnega mejnega prehoda Lazaret na meji z Italijo. Preostanek hitre ceste od mejnega prehoda Škofije do priključka pa je bil predan prometu leta 2005.

## Značilnosti
Hitra cesta H5 je štiripasovnica s fizično ločenimi smernimi vozišči, brez odstavnih pasov. Prečni prerez znaša 20,4 metrov; vozni pasovi so široki po 3,5 m, notranja in zunanja robna pasova sta široka po 0,35 m, srednji ločilni pas je širok 2 m, bankini pa po 1,5 m. Cesta se izogiba naseljem in se z njimi povezuje preko priključkov Plavje, Škofije, Bertoki in Koper-center. Poleg hitre ceste so bile zgrajene številne deviacije obstoječih cest ter urejena druga komunalna infrastruktura, zgrajen razbremenilnik Rižane ter obsežna regulacija Badaševice.
Mednarodni mejni prehod Škofije je bil ob vstopu Slovenije v schengenski pravni red začasno preurejen in ga bo potrebno še dokončno urediti v skladu z veljavnimi predpisi.

## Objekti
Na hitri cesti H5 so zgrajeni naslednji premostitveni objekti:
- 5 podvozov
- 4 nadvozi
- 2 mostova
- 2 pokrita vkopa

Največji objekt je pokriti vkop Škofije, dolžine 364 m desni oziroma 358 m levi. Opremljen je s sistemom za video nadzor, ki je voden iz nadzornega centra v avtocestni vzdrževalni bazi Kozina. 

## Varstvo okolja in prometa
Pokriti vkop Škofije predstavlja istočasno tudi objekt varovanja okolja pred hrupom in na nadkritju omogoča kmetijsko dejavnost. Poleg tega so na hitri cesti zgrajeni tudi drugi protihrupni ukrepi. V srednjem ločilnem pasu je nameščena dvostranska varnostna ograja s proslepilno nadgradnjo. 
V razcepu Sermin je bil med gradnjo odkrit del rimske ceste, ki je bila tudi restavrirana.

## Odsek Koper-Dragonja
Na odseku Koper-Dragonja poteka danes glavna cesta I. reda št. 11 v dolžini 14,6 km. Cesta je v začetnem delu od priključka Koper-center štiripasovna (rekonstruirana je bila leta 2002), čez Šmarski klanec deloma tripasovna (razširjena v letih 1999 do 2003) in naprej dvopasovna. Cesta je v turistični sezoni, praznikih in koncih tedna prometno zelo obremenjena.
Za obravnavani odsek je pričet postopek priprave državnega lokacijskega načrta. Vse obravnavane variante poteka predvidevajo možnost fazne graditve. Kot prva faza bi bil odsek od razcepa Bertoki do vključno priključka na obstoječo tripasovno Šmarsko cesto. Ta faza predstavljala obvozno cesto in s tem bistveno razbremenitev obstoječe cestne mreže v območju od priključka Koper-center do križišča pri Tomosu. V skladu z naraščanjem prometa in finančnimi možnostmi pa bi sledile naslednje faze.

## Mednarodni mejni prehod Dragonja
V okviru hitre ceste H5 je bil v letu 2004 predan prometu mednarodni mejni prehod Dragonja na zunanji meji EU, zgrajen v skladu s schengenskimi standardi. Z vstopom Hrvaške 1. Januarja 2023 v skupno schengensko območje je mejna kontrola po 32. letih ukinjena.
Mejni prehod Dragonja je bil lociran na glavni cesti G1-11 Šmarje–Dragonja (bodoči hitri cesti H5) jugovzhodno od naselja Dragonja v dolini reke Dragonje. Razdeljen je bil na tri ploščadi:
- ploščad za pretok potnikov – vstop in izstop iz države;
- ploščad za blagovni promet – izstop iz države;
- ploščad za blagovni promet – vstop v državo.

Obstoječa cesta širine 8,6 m se na območju mejnega prehoda razširi na širino 37 m oziroma srednje štiri vozne pasove za potniški promet do konca platoja v dolžini 310 m s srednjo zelenico; za kamionski promet, kot sestavnim delom prometa pred mejnim prehodom pa odsek v skupni dolžini 605 m (za smer iz države zaviralni pas in en vozni v dolžini 300 m, za vstop v državo en vozni pas v dolžini 305 m).
V letu 2011 je bi predan prometu tudi 520 m dolg odsek »obvoznice Dragonja«. Odsek predstavlja I. fazo, to je dva vozna pasova, bodoče hitre ceste H5 in v celoti obide naselje Dragonja, s čimer je bilo doseženo, da so na prehod državne meje čakajoča vozila umaknjena iz naselja, s tem pa bistveno izboljšani pogoji bivanja lokalnemu prebivalstvu.

## Galerija
- Opuščen mejni prehod Škofije
- Bertoki - pogled proti Kopru
- Smerno vozišče brez odstavnega pasu